# Krachtterm
Een krachtterm is een term geuit door iemand die ergens van schrikt, zich pijn doet of ergens zeer ontevreden over is. Op deze manier tracht men deze frustratie af te reageren. Bij het uiten van krachttermen is doorgaans niet de directe betekenis van de woorden van belang, maar de gevoelens die de woorden oproepen.
De meeste krachttermen zijn korte uitroepen. Meestal bevatten zij aanstootgevende woorden of uitdrukkingen. Bij officiële gelegenheden zijn krachttermen dan ook taboe. Een vloek is een bijzondere vorm van een krachtterm, waarin verwezen wordt naar God of een ander heilig wezen. 
Een krachtterm is niet hetzelfde als een verwensing of belediging. Deze laatsten zijn tegen een ander persoon gericht, terwijl een krachtterm slechts de onvrede over de situatie uitdrukt.

## Functie
Het gebruik van krachttermen bij pijn of frustratie kan bij sommigen opluchting geven. Wetenschappelijk onderzoek heeft uitgewezen dat proefpersonen door te vloeken zelfs langer pijn konden verdragen en dat de pijn minder heftig werd ervaren. Het gebruik van krachttermen zou ook een positief effect hebben op fysieke training.

## Voorbeelden
- Het noemen van geslachtsorganen (kut, klote);
- Verwijzen naar seksuele activiteit (fuck);
- Het noemen van lichaamsvloeistoffen of uitwerpselen (pis, stront, zaad, zeik, spuug, etc.);
- Wel alle....
- Vloeken
- Het noemen van een ziekte, zoals kanker, tering of tyfus. Cholera wordt meestal verbasterd (via kolere) tot klere.
- Het noemen van persoonlijkheden uit religies (Godverdomme, Jezus!), wat niet tot vloeken wordt gerekend.

Veel krachttermen worden in het dagelijks leven ook als pejoratieve bijvoeglijke naamwoorden of voorvoegsels gebruikt, bijvoorbeeld:
- Wat een kutstreek!
- Wat een shitdag!
- Wat een klotezooi!
- Wat een zeikerige voetbalwedstrijd.
- Dat vind ik verdomd vervelend!
- Ik ben het spuugzat!